# Meitantei Conan - Kudō Shin'ichi no fukkatsu! - Kuro no soshiki to no confrontation
Meitantei Conan - Kudō Shin'ichi no fukkatsu! - Kuro no soshiki to no confrontation (名探偵コナン「工藤新一の復活!〜黒の組織との対決〜」?, Meitantei Konan - Kudō Shin'ichi no fukkatsu! ~Kuro no soshiki to no konfurontishon~, "Detective Conan - Il ritorno di Shinichi Kudo! - Confrontation con l'Organizzazione Nera") è il secondo film per la TV live action ispirato alla serie manga e anime Detective Conan, opera del famoso mangaka Gōshō Aoyama. È tratto dal quarto romanzo ispirato a Detective Conan, scritto da Gōshō Aoyama, Mutsuki Watanabe e Takahisa Taira e intitolato Shōsetsu - Meitantei Conan - Kudō Shin'ichi no fukkatsu! - Kuro no soshiki to no confrontation (小説 名探偵コナン 工藤新一の復活 〜黒の組織との対決〜?).
È stato prodotto dopo il grande successo ottenuto dal primo live action, Meitantei Conan 10 shūnen drama special - Kudō Shin'ichi e no chōsenjō - Sayonara made no prologue. In Giappone è stato trasmesso da Yomiuri TV il 17 dicembre 2007, mentre è ancora rimasto inedito in Italia.
Conan e Ai sono doppiati dai loro rispettivi doppiatori nell'anime. Gin ha i capelli color argento come nel manga, anziché biondi come nell'anime.

## Trama
Una sera, Sonoko, Ran, Agasa, Ai e Conan partecipano ad una festa indetta in un albergo di Tokyo da Karen Kotobuki, la Miss Giappone di quell'anno. Questa riceve una lettera minatoria, la quale dice che di lì a poco sarebbe morta e sarebbe stata mossa come un burattino, ma la ignora.
Quando Ai e Conan mangiano un pezzo di torta, trattata con diversi tipi di liquore, cominciano a sentirsi male e poco dopo tornano adulti. Toccherà a Shinichi risolvere il caso della Miss Giappone, che nel frattempo è morta pugnalata ed è stata mossa sul palco con dei fili, proprio come un burattino.
A peggiorare le cose, durante la premiazione, Ai viene inquadrata dalle telecamere come Sherry, venendo riconosciuta da Gin e Vodka. Shinichi riesce però a salvarla dalle grinfie dell'Organizzazione nera, senza rivelare la sua nuova identità.
L'apparizione improvvisa di Ai nella sua versione adulta viene coperta da Shinichi, dandole la falsa identità di "Hairi", sua assistente personale, cosa che sorprende non poco Ran, che notando la familiarità con cui i due comunicano, oltre al fatto che come al solito Sonoko fa subito le sue classiche illazioni, comincia a sospettare la loro relazione ufficiale, anche se alla fine Shinichi e Hairi riescono a convincerla che il loro rapporto è solo professionale, ma soprattutto a nasconderle l'esistenza degli uomini in nero.

## Titolo
Sia questo sia il primo live action hanno nel titolo un esempio di furigana: della parola originale giapponese taiketsu (対決?, taiketsu, confronto) è stata forzata la pronuncia nell'inglese confrontation (コンフロンティション?, konfurontishon) per ottenere un effetto più appariscente.